# Dillon (Carolina do Sul)
Dillon é uma cidade localizada no estado norte-americano da Carolina do Sul, no Condado de Dillon.

## Demografia
Segundo o censo norte-americano de 2000, a sua população era de 6316 habitantes.
Em 2006, foi estimada uma população de 6382, um aumento de 66 (1.0%).

## Geografia
De acordo com o United States Census Bureau tem uma área de
12,5 km², dos quais 12,5 km² cobertos por terra e 0,0 km² cobertos por água.

## Localidades na vizinhança
O diagrama seguinte representa as localidades num raio de 24 km ao redor de Dillon.